# Liste der Bischöfe von Caorle
Die folgenden Personen waren Bischöfe von Caorle (Italien):
- Leo (9. Jh.)
- Johannes (11. Jh.)
- Buono (11. Jh.)
- Giovanni Trevisan (12. Jh.)
- Domenico Orio (12. Jh.)
- Pietro (12. Jh.)
- Giovanni (12. Jh.)
- Domenico Tomba (12. Jh.)
- Giovanni Tomba (12. Jh.)
- Angelo Marini (1209–1210)
- Giovanni Malipiero (1210–1216)
- Angelo (1216–1226)
- Natale (1226–?)
- Rinaldo (1239–1257)
- Vitale (1257–1262)
- Buono (1262–1264)
- Marino (1264–?)
- Nicolò Natali (1284–1297)
- Gioacchino (1299–1300)
- Giovanni (1300–1308)
- Giovanni Zane (1308–1331)
- Andrea Zorzi (1331–1350)
- Bartolomeo (konsekriert durch den Patriarchen von Grado 1350 aber nicht anerkannt durch Papst Clemens VI., versetzt nach Sardinien durch Papst Innozenz VI. im Jahr 1353)
- Bartolomeo (ernannt durch Papst Clemens VI. 1350, bestätigt durch Papst Innozenz VI. 1353–1365)
- Teobaldo (1365–1381)
- Bonaventura (1381–1383)
- Tommaso Cassellini (1383–?)
- Andrea Bon (?–1394)
- Nicolò (1394–durch Gegenpapst Johannes XXIII. abgesetzt 1398)
- Vakanz (1398–1412)
- Antonio Caturio oder Cattaneo (1412–1431)
- Andrea di Montecchio (1431–1434) (auch Bischof von Fossombrone)
- Luca Muazzo oder Mudazzo (1434–1451)
- Gottardo (1451–1456)
- Vakanz (1456–1463)
- Giovanni da Marostica (1463–1465)
- Antonio da Fabriano (1465–1469)
- Giacomo Mariani (1470–1472)
- Pietro Carlo (1472–1513)
- Daniele Rossi (1513–1538)
- Sebastiano Rossi (1538–1542)
- Egidio Falcetta (1542–1563) (auch Bischof von Bertinoro)
- Egidio Soperchio (1563–1585)
- Girolamo Righetto oder Righettino (1586–1593)
- Angelo Casarini (1593–1600)
- Lodovico de Grigis (1601–1609)
- Benedetto Benedetti (1609–1629)
- Angelo Castellari (1629–1641)
- Vincenzo Milani (1641–1644) (danach Bischof von Lesina)
- Giuseppe Maria Piccini oder Pizzini (1645–1648)
- Giorgio Darmini (1648–1655) (danach Bischof von Novigrad)
- Pietro Martire Rusca (1656–1674)
- Francesco Antonio Boscaroli (1674–1679)
- Vakanz (1679–1684)
- Domenico Minio (1684–1698)
- Francesco Strada (1698–1698)
- Giuseppe Scarella (1699)
- Francesco Andrea Grassi (1700–1712)
- Daniele Sansoni (1712–1717) (danach Bischof von Novigrad)
- Giovanni Vincenzo de Filippi (1718–1738)
- Francesco Trevisan Suarez (1738–1769)
- Benedetto Maria Civran (1769–1776) (danach Bischof von Chioggia)
- Stefano Domenico Sceriman (1776–1795) (danach Bischof von Chioggia)
- Giuseppe Maria Peruzzi (1795–1807) (danach Bischof von Chioggia)